# Carisio
Carisio je italská obec v provincii Vercelli v oblasti Piemont.
K 31. prosinci 2010 zde žilo 919 obyvatel.

## Sousední obce
Balocco, Buronzo, Cavaglià (BI), Formigliana, Salussola (BI), Santhià, Villanova Biellese (BI)